# Sandra Weeser
Sandra Weeser, née le 8 septembre 1969 à Siegen en Allemagne, est une femme politique allemande membre du Parti libéral-démocrate (FDP).
Elle est élue en 2017 députée au Bundestag sur la liste du land de la Rhénanie-Palatinat. Elle est réélue en 2021. De 2021 à 2024, elle est la présidente de la commission du logement, du développement urbain, de la construction et des collectivités locales.